# Bahía Fortescue
La Bahía Fortescue es un accidente geográfico se encuentra en el Estrecho de Magallanes, en su parte occidental. Pigafetta la describe en su El primer viaje alrededor del globo, como Bahía de las Sardinas:

Habíamos entrado con las dos naves restantes en el otro canal que quedaba hacia el sudoeste; y continuando nuestra navegación, llegamos a un río que llamamos de las Sardinas, a causa de la inmensa cantidad de este pescado que allí vimos. En ese lugar fondeamos para esperar a las otras dos naves, y estuvimos cuatro días; aunque durante este tiempo se despachó una chalupa bien equipada para ir a reconocer el término de este canal, que debía desembocar en otro mar. Los tripulantes de esta embarcación regresaron al tercer día, anunciándonos que habían visto el cabo en que concluía el Estrecho, y un gran mar, esto es, el Océano. Todos lloramos de alegría. Este cabo se llamó el Deseado, porque, en efecto, desde largo tiempo ansiábamos por verlo.
Antonio Pigafetta

.

## Parque Marino Francisco Coloane
Actualmente, la Bahía Fortescue está incluida en el Parque Marino Francisco Coloane siendo esta conocida como un sitio de alimentación de la ballena jorobada, y es hábitat natural de diferentes especies de mamíferos marinos, como ballenas Sei, ballenas Minke, orcas, lobos marinos, elefantes marinos, entre otras.

## Cruz de la primera misa en Chile
El 27 de junio del 2020 se terminó de instalar una cruz monumental de color blanca en bahía, con motivo de la conmemoración de los 500 años de la primera misa en territorio chileno, celebrada por fray Pedro de Valderrama el 11 de noviembre de 1520, durante la época del Descubrimiento de Chile. La obra fue encargada en su diseño y ejecución al Departamento de Obras y Construcciones de la Tercera Zona Naval de la Armada de Chile, con el financiamiento de empresas privadas y feligreses católicos de la región. Este hito es considerado como el inicio de la evangelización en el país y de la presencia de la Iglesia católica en Chile.